# 斯塔赫甘提斯
34°59′54″N 7°18′30″E / 34.99840°N 7.30829°E

斯塔赫甘提斯（阿拉伯语：‎），是阿爾及利亞的城鎮，位於該國東北部泰貝薩省，由奧格拉區負責管轄，面積1,124平方公里，2008年人口3,689，人口密度每平方公里3人。